# Vibrante simple alveolar sorda
La vibrante simple alveolar sorda es un sonido consonántico poco común. El símbolo en el Alfabeto Fonético Internacional que representa este sonido es ⟨ɾ̥⟩, una combinación de la letra para la vibrante simple alveolar sonora y un diacrítico que indica falta de voz. El símbolo X-SAMPA equivalente es 4_0.

## Características
•Su forma de articulación es vibrante simple, lo que significa que se produce con una sola contracción de los músculos para que la lengua haga un contacto muy breve.
•Su lugar de articulación es alveolar, lo que significa que se articula detrás de los dientes frontales superiores o en la cresta alveolar. Suele ser apical, lo que significa que se pronuncia con la punta de la lengua.
•Su fonación es sorda, lo que significa que se produce sin vibraciones de las cuerdas vocales. En algunos idiomas, las cuerdas vocales están activamente separadas, por lo que siempre es sordo; en otros, las cuerdas son laxas, de modo que puede tomar la sonoridad de los sonidos adyacentes.
•Es una consonante oral, lo que significa que el aire solo puede escapar por la boca.
•Es una consonante central, lo que significa que se produce al dirigir la corriente de aire a lo largo del centro de la lengua, en lugar de hacia los lados.
•El mecanismo de la corriente de aire es pulmonar, lo que significa que se articula empujando el aire únicamente con los músculos intercostales y el diafragma, como en la mayoría de los sonidos.

## Aparece en
| idioma    | idioma    | Palabra | AFI      | Significado    | Notas                                                                                                 |
| --------- | --------- | ------- | -------- | -------------- | --- |
| Bengalí   | Bengalí   | আবার     | [ˈäbäɾ̥]  | 'again'        | Posible alofono de/ɹ/ en la sílaba coda.                                                              |
| inglés    | inglés    | throw   | [θɾ̪̊oʊ]   | 'tirar'        | Alofono de/ɹ/ después de /θ/.                                                                         |
| Griego    | Chipriota | αρφός   | [ɐɾ̥ˈfo̞s] | 'hermano'      | Alofono de /ɾ/ antes de consonantes sordas. Puede ser un vibrante múltiple alveolar sorda en su lugar |
| Islandes  | Islandes  | hrafn   | [ˈɾ̥apn̪̊]  | 'cuervo'       | se realiza como una /r̥/ para algunos hablantes ilustra una /n̥/.                                       |
| Portugués | Europeo   | assar   | [əˈsäɾ̥]  | 'para hornear' | Alofono aparente de /ɾ/; distribución poco clara, pero común en el coda in Jesus (2001)'s corpus.     |
| Turco     | Turco     | bir     | [biɾ̝̊]    | 'uno'          | /ɾ/ se ensordece con frecuencia al final de la palabra y antes de una consonante sorda.               |

## notas
1. 1 2  Khan (2010, p. 224)
2. ↑  Jesus (2001)